# MB.150 (航空機)
ＭＢ.150シリーズは、フランスのブロック社によって開発され、第二次世界大戦で使用された戦闘機である。生産型のMB.151、MB.152合わせて600機以上生産され、ドイツの侵攻時に使われたほか、休戦後はヴィシー政府軍でも使用された。フランス降伏前にMB.151が少数機ギリシアに輸出された。

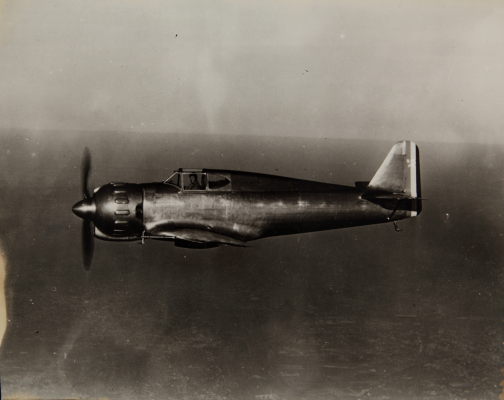
ブロック MB.151

## 概要
MB.150は、1934年に出されたフランス空軍の新型単座戦闘機開発計画に基づいて開発された。全金属・単葉・引込脚の原型機（MB.150.01）は1936年に完成したが、設計上の欠陥のため予定された初飛行時にはついに飛び立つことができなかった。ブロック社では、構造の強化などの改良を施して数ヶ月後にようやく初飛行にこぎ着けたものの、結局この新型戦闘機計画ではMB.150よりも古風な木金混合の競合機モラン・ソルニエMS.405が採用され、これが若干の改設計を経てMS.406として量産に移された。
しかしブロック社では自社資金で開発を続け、主翼を延長しエンジンを出力向上型のノーム・ローン14N11に換装したMB.151を完成させた。
折しもヨーロッパの情勢は日に日に悪化しており、フランス空軍ではMS.406の配備を進める一方で、その後継となるドボワチンD.520も開発が進められていたが、ドイツとの航空戦力の差を埋めるためには、早急に大量の戦闘機を調達する必要があると判断された。フランス空軍は1938年5月に兵力拡張計画「プランV」に着手、アメリカにカーチス・ホークH75を発注する一方で、ブロック社に対してもMB.151の生産契約を行った。MB.151がノーム・ローン空冷エンジンを搭載していたため、ただでさえ遅れがちなイスパノ・スイザ液冷エンジン搭載のMS.406やD520と競合して生産を阻害することがないことも採用理由となった。
MB.151は1938年8月に初飛行を行い直ちに量産が行われたが、なおエンジンの非力さの問題は付きまとった。さらに、深く絞ったカウリングのために冷却不足におちいり、飛行性能は劣悪かつ火力も不十分と、その近代的な外観に反した低性能機であった。さらにブロック社では改良型として、エンジンを第二次大戦初期としては高出力の部類に入る1000馬力以上を発揮するノーム・ローン14N25に換装し武装を20mm×2・7.5mm×2に強化したMB.152を完成させた。MB.152は1938年12月に原型機が初飛行、発注分の多くはこちらに振り分けられてMB.151と並行生産された。しかしMB.152でもエンジンの冷却不足の問題は解消されず、生産途中でカウリングの改設計やプロペラの換装などといった試行錯誤を余儀なくされた。
1939年3月から空軍への引渡しが始まったが初期の生産型は尾部に構造上の欠陥があり、部隊配備はその改修後となった。生産時の混乱によりプロペラや照準器の装備が不十分なまま納入される機体があるなど、戦力化には程遠い状態が続いた。また部隊配備された機体も前述のエンジンの冷却不足による出力制限により低速度でしか運用できず、高空での操縦性が悪かったため乗員の評判はよくなかった。MB.152では20mm機関砲を装備して武装強化したものの、機関砲の故障が多く有効な働きができなかった。ただし、他のフランス戦闘機は20mm機関砲が0もしくは1門だったのに対し本機は2門あったため、これが故障せず正常に稼働していれば爆撃機の迎撃で強味を発揮していた。
当時のフランスでは先進的な設計や優れたスペックを持ちながらも欠点の多い機体ではあったが、量産は続けられ、MB.151、MB.152あわせて650機程が生産された。このうち、1940年からのドイツ軍との戦闘では270機が失われ、フランス戦闘機の中で最も大きな損失となった。ただし、ドイツ機の撃墜数も152機（これとは別に約30機の未確認機がある）を数えており、当時は世界最強の一角であったドイツ空軍と渡り合えたことがうかがえる。停戦後は親ドイツのヴィシー政府において戦闘機として使用されたほか、ドイツ軍において練習機として用いられた機体もあった。
MB.152の速度性能の強化、エンジンの改良、航続距離の増大、運動性向上を目指して開発されたのがMB.155である。これは1939年末に初飛行を達成したが、対ドイツ戦の開戦には間に合わず、量産型は少数しか生産されなかった。さらにエンジンを離陸時出力1580馬力のものに換装したのが最終生産型のMB.157で、1942年3月にドイツ軍の命で完成し、初飛行を行った。

## 仕様

### MB.151c1
- 全長：9.10 m
- 全幅：10.54 m
- 全高：3.95 m
- エンジン：ノームローン14N-11空冷星型14気筒　940hp
- 最大速度：460 km/h
- 武装
  - 7.5mm機銃×4
- 乗員：1名

### MB.152c1
- 全長：9.10 m
- 全幅：10.54 m
- 全高：3.95 m
- 全備重量：2,676 kg
- エンジン：ノームローン14N-25エンジン 空冷星型14気筒 1,080hp
- 最大速度：515 km/h
- 上限高度：10,000 m
- 航続距離：600 km
- 武装
  - 7.5mm機銃×2
  - 20mm機関砲×2
- 乗員：1名

### MB.155c1
- 全長：9.05 m
- 全幅：10.55 m
- 全高：3.95 m
- 全備重量：2,900 kg
- エンジン：ノームローン14N-49 空冷星型14気筒 1,100hp
- 最大速度：520 km/h
- 上限高度：10,000 m
- 航続距離：1,050 km
- 武装
  - 7.5mm機銃×2～6
  - 20mm機関砲×2（装備していない機体もあった）
- 乗員：1名

## 運用国
- フランス
- ギリシャ